# McKroket

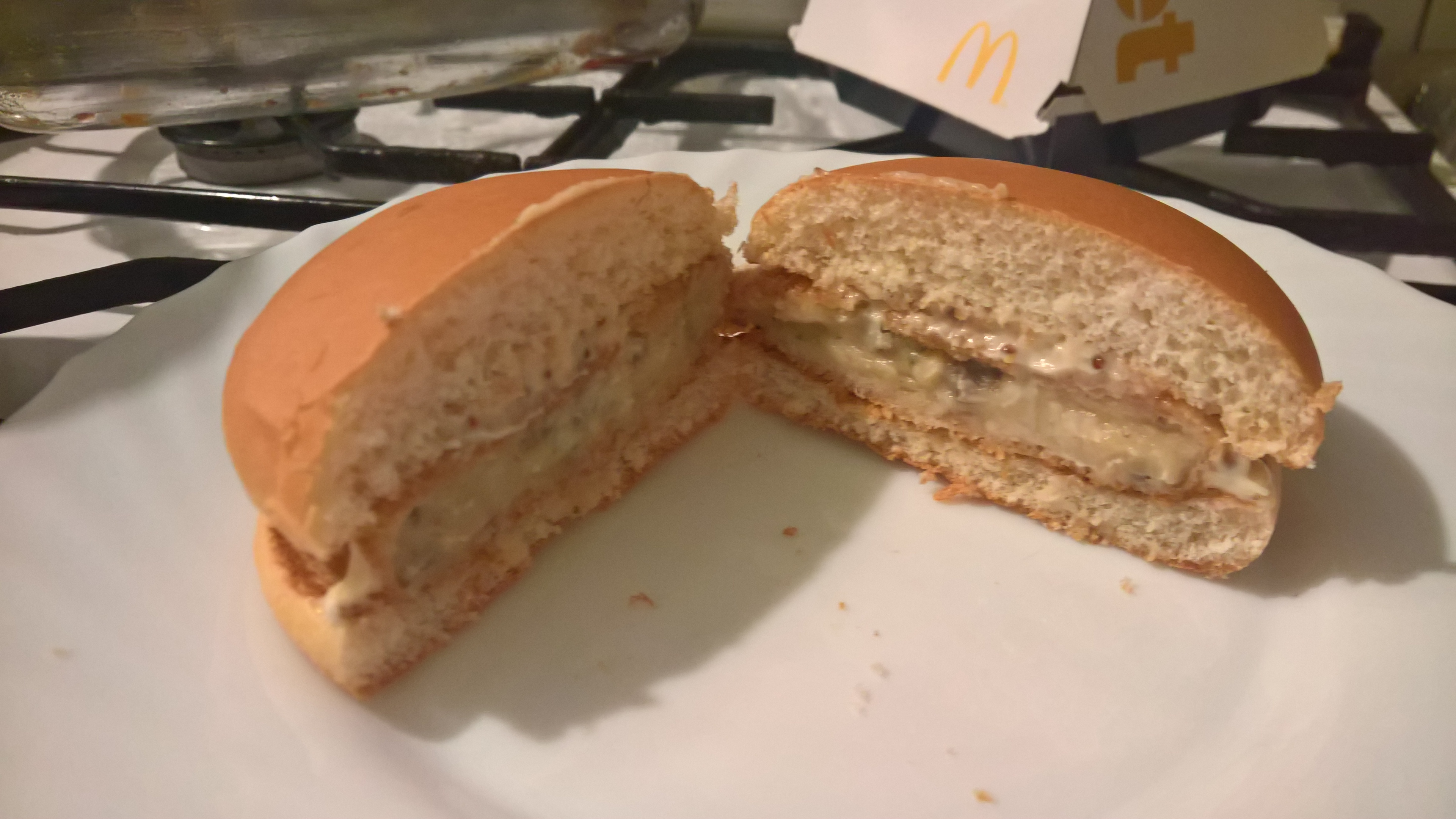
De oorspronkelijke McKroket, doorgesneden

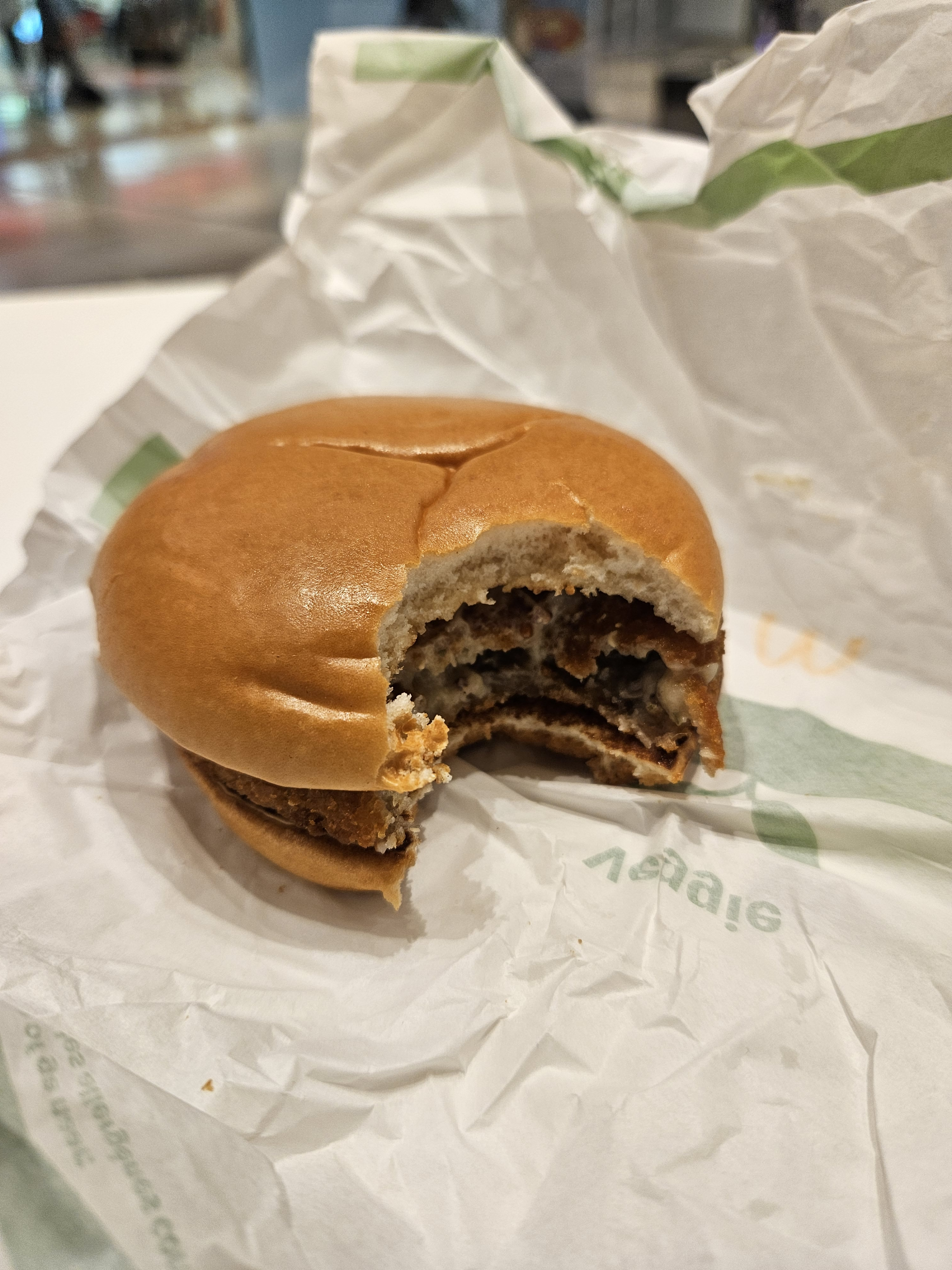
De vegetarische McKroket

De McKroket is een product dat enkel in Nederland, België en Curaçao bij McDonald's werd verkocht. Dit is een hamburgerbroodje met een kroketschijf en dijonmosterdsaus en is afgeleid van de kroket. De McKroket stond op het menu toen McDonald's in Nederland zijn eerste restaurant opende, net zoals appelmoes en kippenbout. Het product verdween na enkele jaren van de kaart. In 1999, tijdens de Hollandse weken, vond de herintroductie van de McKroket plaats. De McKroket werd een verkoopsucces, wat McDonald's deed besluiten om deze burger structureel op te nemen in het assortiment.
De McKroket is bedacht door Han Reekers, de eerste franchisenemer van McDonald's in Nederland.
De McKroket is in België enkel beschikbaar in bepaalde vestigingen.
Sinds september 2023 is de McKroket ook als plantaardige variant te verkrijgen. Dit past in de strategie van McDonald's om meer vegetarische opties aan te bieden. Tussen september en november 2023 verkocht McDonald's enkel de plantaardige variant van de McKroket. Het aanbieden van enkel een vegetarische McKroket werd voornamelijk bekritiseerd. McDonald's heeft toegegeven dat het een tijdelijke actie betrof om mensen te inspireren om te variëren. McDonald's heeft sinds november 2023 de vleesvariant van de McKroket weer in het assortiment.